# 재생산권
재생산권 (再生産權, reproductive rights)은 재생산과 관련된 인간의 권리를 다루는 개념이다. 재생산을 할 권리와 하지 않을 권리를 다룬다.

## 같이 보기
- 낙태법
- 피임
- 강제 불임
- 재생산 건강
- 여성주의 운동
- 로 대 웨이드 사건
- 도브스 대 잭슨 여성 건강 기구 사건